# Aleksey Rudenok
Aleksey Rudenok (tiếng Belarus: Аляксей Рудзянок; tiếng Nga: Алексей Руденок; sinh 25 tháng 2 năm 1993) là một cầu thủ bóng đá Belarus. Tính đến năm 2018, anh thi đấu cho Isloch Minsk Raion.